# Florence Léonide Charvin Agar

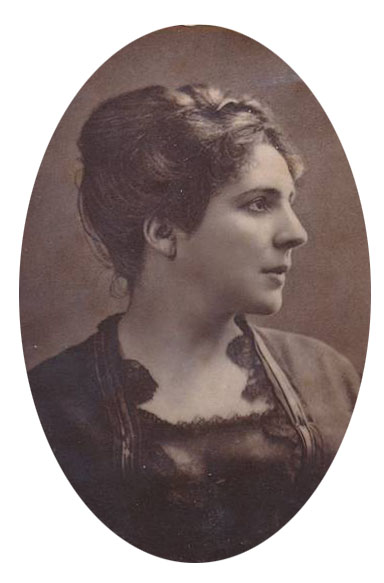
Florence Léonide Charvin Agar

Florence Léonide Charvin Agar (artistnamn Agar), född 18 september 1832 i Sedan, död 1891 i Algeriet, var en fransk skådespelare.
Hon kom till Paris för att undervisa i piano, uppträdde på cafés-concerts och på den lilla teatern Ecole-lyrique, där hon gjorde succé. Hon fick snart anställning vid Odéon-teatern och utförde med framgång de främsta kvinnliga rollerna i de gamla franska sorgespelen, bland vilka hennes Phèdre vann bifall. Hon uppträdde sedan på Porte-Saint-Martin-teatern i nyare stycken. Senare återvände hon till Odéon, där hon 1866-69 återgav liv åt sorgespelet, och vann, 1870, anställning vid Théâtre-Français samt sjöng, vid början av tysk-franska kriget, Marseljäsen från scenen.
Under kommunen biträdde hon, i maj 1871, vid en musikalisk-dramatisk föreställning i Tuilerierna till förmån för de sårade av kommunardernes nationalgarde, varför hon klandrades och nödgades, året därpå, ta avsked från Théâtre-Français. Hon uppträdde sedan under ständigt bifall i landsorten, men återvände efter några år till nyss nämnda teater, där hon, 1878, skördade mycket bifall för sin madame Bernard i Emile Augiers "Les Fourchambault".
1888 avbröts hennes karriär av ett slaganfall, och hon avled 1891 i Algeriet, där hennes make var museiföreståndare.